# Братья Брайли
Линвуд Брайли (англ. Linwood Briley; 26 марта 1954 — 12 октября 1984), Джеймс Брайли (англ. James Briley; 6 июня 1956 — 18 апреля 1985) и Энтони Брайли (англ. Anthony Briley; 17 февраля 1958)  —  американские серийные убийцы, родные братья, совершившие в 1979 году серию из 11 убийств, сопряженных с изнасилованиями в городе Ричмонд, штат Виргиния. В 1980 году Линвуд и Джеймс Брайли были осуждены и в качестве наказания получили смертную казнь. Помимо серийных убийств, братья получили национальную известность после совершения массового побега совместно с другими заключенными из камеры смертников тюрьмы  «Mecklenburg Correctional Center» в 1984 году, который не имел прецедентов в истории США.

## Ранние годы
Линвуд Эрл Брайли родился 24 марта 1954 года в семье Джеймса Дайрела Брайли - старшего и Берты Брайли, был вторым ребенком в семье из 4 сыновей. Оба родителя Брайли были представителями среднего класса общества, имели работу на постоянной основе, не злоупотребляли алкогольными и наркотическими веществами, также никогда не привлекались к уголовной ответственности. Благодаря этому Линвуд и его братья выросли в социально-благополучной обстановке. Несмотря на отсутствие социально-негативных явлений на благосостояние семьи, родители придерживались индифферентного стиля воспитания мальчиков, что негативно отразилось на развитии их личности, вследствие чего братья рано начали демонстрировать признаки антисоциальности.
В детстве Линвуд и Джеймс Брайли увлекались коллекционированием экзотических пресмыкающихся, змей, паукообразных и рыб, приобретя для этого террариумы и прочее необходимое для содержания этих животных оборудование. В школьные годы старшие братья проявляли девиантное поведение по отношению к одноклассникам и другим ученикам школы, вследствие чего подвергались административным взысканиям со стороны руководства школы. В начале 1970-х братья из-за проблем с законом были вынуждены бросить школу. 28 января 1971 года 16-летний Линвуд застрелил из своей спальни с помощью ружья 57-летнюю Орлин Кристиан, жившую напротив. В ходе расследования смерти женщины криминалист отследил траекторию движения пули, благодаря чему Линвуд Брайли был арестован и отправлен в полицейский участок. У погибшей была диагностирована группа сердечно-сосудистых заболеваний, вследствие чего она была подвержена сердечно-сосудистого риску. Во время допроса Брайли признался в совершении убийства и заявил, что именно по этой причине решился на принудительную эвтаназию соседки. Из-за преступного легкомыслия и небрежности Линвуд был направлен на судебно-медицинскую экспертизу, которая не выявила никаких психических заболеваний или отклонений, но признала, что обвиняемый страдает нарушениями эмоционального состояния.
Во время суда Брайли отказался от своих показаний и заявил, что убил женщину по неосторожности, охотясь на голубей. В конечном итоге Линвуд был осужден по обвинению в непредумышленном убийстве и получил в качестве наказания 2 года лишения свободы, которые отбывал в учреждении для несовершеннолетних преступников. Отбыв в заключении более 1 года, Линвуд получил условно-досрочное освобождение и вышел на свободу в середине 1972 года.
После освобождения Линвуд освоил профессию автомеханика и устроился на работу. Периодически также подрабатывал поденщиком. Но из-за материальных трудностей снова начал криминальный образ жизни, благодаря чему в 1974 году был арестован за взлом и проникновение на территорию чужой собственности. Он был осужден на 7 лет лишения свободы, но получил условно-досрочное освобождение в 1976 году и вышел на свободу. Спустя несколько месяцев он был арестован по обвинению в нападении и ограблении, но дело до суда не дошло и обвинения были сняты. В это время Линвуд  сожительствовал с девушкой в гражданском браке, которая в 1974 году  родила ему сына, после чего много свободного времени посвящал семье. Несмотря на совершение преступлений, большинство из знакомых и друзей Линвуда того периода отзывались о нем положительно. Линвуд Брайли, будучи неплохим психологом, зная закономерности поведения младшего брата, 21-летнего Энтони Рэя Брайли, и его психологические потребности по отношению к ожиданиям других, предложил ему, не имевшему до этого проблем с законом, план по совершению серии ограблений.
Джеймс Дайрелл Брайли родился 6 июня 1956 года. Так же, как и старший брат, Джеймс рано начал демонстрировать признаки антисоциальности и также в 16-летнем возрасте столкнулся с системой уголовного правосудия. В 1973 году после совершения ограбления Джеймс оказал сопротивление при аресте, во время которого офицер полиции получил огнестрельное ранение. Джеймс Брайли был осужден и получил в качестве наказания 20 лет лишения свободы и во время совершения серии убийств находился в тюремном заключении, отбывая назначенное наказание.

## Серия убийств
Серия убийств началась в марте 1979 года. Большинство преступлений братья совершили при участии соседа семьи и друга младшего из братьев — 16-летнего Данкана Микинса. В отличие от братьев Брайли, Микинс вел законопослушный образ жизни, посещал школу John Marshal High School, был на хорошем счету в обществе и не привлекался к уголовной ответственности. Но в силу возраста, не имея достаточного количества информации о реальности  и испытывая проблемы социальной приемлемости, попал под влияние Линвуда Брайли.
12 марта 1979 года Линвуд Брайли, сославшись на поломку своего автомобиля, проник в дом Уильяма и Виргинии Бучер. Под угрозой оружия Линвуд подавил сопротивление жертв преступления, после чего впустил в дом своего брата Энтони, совместно с которым связал Бучеров, обыскал дом в поисках материальных ценностей и поджег дом в целях уничтожения следов и свидетелей преступления. Уильям Бучер смог освободиться от пут и спасти свою жену. Впоследствии супружеская пара дала описание внешности преступников полиции.
21 марта 1979 года Линвуд и Энтони Брайли совершили проникновение в дом  21-летнего Майкла Макдаффи на территории округа Энрико. После ограбления преступники угнали его автомобиль, удерживая Макдаффи в качестве заложника и увезли его в восточный район округа. После долгих споров Линвуд Брайли, учитывая инцидент с супружеской парой Бучер, опасаясь возможного разоблачения, застрелил жертву в целях избавления от свидетелей. Тело Макдаффи и его автомобиль были брошены в лесистой местности округа Энрико.
31 марта Линвуд и Данкан Микинс явились в дом 27-летнего наркодилера Эдвина Элвина Кларка с целью приобрести наркотические средства. После недолгого разговора последовала ссора, во время которой Линвуд застрелил Кларка и ограбил его.
9 апреля 1979 года Линвуд и Энтони Брайли при содействии Микинса совершили нападение на 76-летнюю Мэри Гоуэн, которая возвращалась домой с работы. Женщина подверглась нападению на пороге собственного дома, во время которого была ограблена, изнасилована и застрелена. Несмотря на тяжелое ранение, Мэри Гоуэн осталась в сознании и сумела доползти до входной двери дома, где ее обнаружила внучка. Мэри Гоуэн выжила и впала в кому, но от последствий ранений умерла 2 июля 1979 года.
Очередное убийство было совершено 4 июля 1979 года, когда братья Брайли совместно с Данканом Микинсом возвращались на парковку к автомобилю Линвуда после посещения мероприятий, посвященных празднованию Дня независимости. На парковке преступники обнаружили 17-летнего Кристофера Майкла Филлипса, который проводил манипуляции с автомобилем Линвуда Брайли. Заподозрив молодого человека в попытке угона, преступники окружили подростка и избили. В ходе избиения Линвуд Брайли нанес Филлипсу несколько ударов по голове кирпичным блоком, нанеся ему черепно-мозговую травму, от которой тот скончался.
3 сентября 1979 года, получив условно-досрочное освобождение, вышел на свободу Джеймс Брайли. Через 11 дней он вместе со своими братьями и Данканом Микинсом отправились на поиски жертвы ограбления. Припарковавшись возле ресторана «Log Cabin», преступники увидели на парковке ресторана диск-жокея и известного в Ричмонде музыканта, 62-летнего Джонни Галлахера. Под угрозой оружия Линвуд и Микинс вынудили его сесть в их автомобиль, в то время как Энтони и Джеймс Брайли совершили угон автомобиля Галлахера. Ограбив музыканта, Линвуд и Микинс отвезли его на остров Мейо, где после ограбления Линвуд Брайли застрелил его. Тело Галлахера преступники сбросили в реку Джеймс, где оно было найдено через несколько дней. Автомобиль Галлахера Энтони и Джеймс Брайли бросили в промышленном районе Ричмонда, предварительно разобрав его на запчасти.  В середине сентября 1979 года братья совместно с Микинсом посетили игорное заведение в Ричмонде. 32-летний Томас Сандерс завязал ссору с Линвудом и Джеймсом Брайли, которая продолжилась на улице за пределами заведения. В ходе выяснений отношений произошла драка, во время которой Данкан Микинс застрелил Сондерса.
30 сентября братья совершили нападение на 62-летнюю медсестру Мэри Уилфонг возле одного из торговых центров. Ограбив женщину, Линвуд Брайли забил ее до смерти бейсбольной битой.
Следующее убийство было совершено 5 октября 1979 года всего в двух кварталах от дома Брайли. Жертвой убийц стала инвалид, 79-летняя Бланш Пейдж, которая в ходе ограбления была подвергнута избиению, от последствий которого скончалась. 59-летний Чарльз Гарнер, ухаживающий за инвалидом, в ходе сопротивления убийцам был также подвергнут избиению, во время которого братья Брайли и Микинс нанесли Гарнеру ножевые ранения ножом, ножницами и вилкой, от которых он также скончался.
В ходе расследования серии убийств, следствие обнаружило отпечатки пальцев Линвуда Брайли в салоне автомобиля убитого Джонни Галлахера, благодаря чему в середине октября 1979 года за братьями было установлено полицейское наблюдение. Под надзором полиции, вечером 19 октября 1979 года, Линвуд, Джеймс, Энтони Брайли при участии Данкана Микинса, будучи в состоянии алкогольного и наркотического опьянений, ворвались в дом 27-летнего Харви Уилкерсона, известного в округе как мелкого наркоторговца, с целью ограбления. Под угрозой расстрела из дробовика и пистолета 22-го калибра преступники связали Уилкерсона, после чего Линвуд, Джеймс и Микинс изнасиловали жену Уилкерсона, Джуди Бартон. После похищения материальных ценностей в ходе обыска дома по приказу Линвуда Джеймс Брайли застрелил 23-летнюю Джуди Бартон и ее 5-летнего сына Харви, в то время как Данкан Микинс застрелил Харви Уилкерсона. Покинув место преступления, Линвуд Брайли обнаружил, что они находятся под наблюдением, и совершил попытку избавления от орудий убийства. Но орудия преступлений были обнаружены на следующий день местными жителями и переданы полиции.
Оказавшись под подозрением полиции, вечером 22 октября были арестованы Данкан Микинс и Линвуд Брайли по подозрению в убийстве Харви Уилкерсона, его жены и сына. Во время допроса несовершеннолетний Микинс не выдержал давления, разрыдался и после совещания с родителями и адвокатами совершил сделку с правосудием.  В обмен за отмену смертного приговора в отношении самого себя он чистосердечно признался в соучастии в серии убийств и дал признательные показания по каждому эпизоду, на основании чего в тот же день позднее были арестованы Джеймс и Энтони Брайли.

## Суд
После ареста братьев полицией был проведен обыск апартаментов семьи и автомобиля Линвуда Брайли. В ходе обыска были найдены предметы, о происхождении которых родители братьев ничего не знали, а сами арестованные излагали разные версии происхождения. Родственники Джонни Галахера впоследствии опознали ряд предметов, которые принадлежали Галахеру, в том числе кольцо, которое носил Линвуд Брайли в день своего ареста. Еще ряд предметов, найденных во время обыска, согласно показаниям Данкана Микинса, принадлежал последней жертве серийных убийц — Харви Уилкерсону. Его показания подтвердили офицеры полиции, осуществлявшие наблюдение за преступниками в день убийства Харви Уилкерсона, его жены и сына, которые описали перечень предметов, которые выносили из дома убитых Энтони Брайли и Данкан Микинс.
На основании найденных улик и показаний Микинса Линвуду Брайли были предъявлены обвинения в убийстве Джонни Галахера, Бланш Пейдж, Чарльза Гарнера и Мэри Уилфонг, а также в соучастии в убийстве Уилкерсона, Бартон и ее 5-летнего сына. Джеймсу Брайли были предъявлены обвинения в убийстве Джуди Бартон и ее сына, а также в соучастии в убийстве Мэри Уилфонг, Галахера, Пейдж и Чарльза Гарнера. Энтони Брайли был обвинен в соучастии в нескольких убийствах. По ряду эпизодов никому никаких обвинений предъявлено не было. Судебный процесс открылся в декабре 1979 года. Ключевым свидетелем обвинения был Данкан Микинс, показания которого составляли большую часть доказательной базы обвинения. На основании его показаний и вещественных доказательств Джеймс Брайли 12 января 1980 года вердиктом жюри присяжных был признан виновным в убийствах Джуди Бартон и ее сына, соучастии в других убийствах и получил в качестве наказания смертную казнь. 18 января 1980 года Линвуд Брайли был признан виновным в убийстве Пейдж и Чарльза Гарнера, на основании чего был приговорен к пожизненному лишению свободы. Аналогичную меру наказания он получил за убийство Мэри Уилфонг. Впоследствии он получил еще 5 сроков в виде пожизненного лишения свободы за совершение других убийств. Весной  1980 года Линвуд Брайли предстал перед судом в другом округе Ричмонда по обвинению в убийстве Галахера. 30 марта он был признан виновным, на основании чего суд приговорил его к смертной казни.
Энтони Брайли, участие которого в совершении серии убийств было незначительным, также был признан виновным в соучастии в четырех убийствах и получил в качестве наказания пожизненное лишение свободы с правом условно-досрочного освобождения. Впоследствии при рассмотрении уголовного дела в другом округе ему было добавлено дополнительное наказание в виде 119 лет лишения свободы. Данкан Микинс на основании сделки с правосудием избежал смертной казни и получил в качестве наказания пожизненное лишение свободы с правом условно-досрочного освобождения по отбытии 15 лет заключения.
После осуждения Линвуд и Джеймс Брайли подали апелляции на отмену смертного приговора и назначение новых судебных разбирательств, которые были отклонены в конце 1980 года. Исследуя причинно-следственную связь, побудившую братьев совершить серию убийств, следствие так и не пришло к единому мнению. Ряд полицейских осведомителей из числа жителей города, ведущих криминальный образ жизни, заявили полиции, что Линвуд Брайли мечтал войти в высшие криминальные круги города и штата и совершал убийства с целью получения практических навыков и опыта, для того чтобы стать  наемным убийцей

## Побег 31 мая 1984 года
Линвуд и Джеймс Брайли были этапированы в тюрьму «Mecklenburg Correctional Center» в январе и марте 1980 года соответственно, для исполнения смертного приговора. В течение последующих 4 лет они находились в камере смертников в ожидании казни. Дата Казни Линвуда Брайли была назначена на август 1984 года. Для того чтобы избежать смертной казни, весной 1984 года Линвуд Брайли совместно с другими обитателями камеры смертников тюрьмы организовал план побега. В течение мая заключенные пристально следили за графиком смены караула и выявили закономерности поведения и привычек каждого из офицеров охраны, благодаря чему установили оптимальное время и оптимальные условия для осуществления плана побега.
31 мая во время возвращения с прогулки заключенные камеры смертников совершили попытку организации беспорядков, во время которой заключенный по имени Эрл Клэнтон сумел проникнуть незамеченным в служебное помещение рядом с комнатой дежурного офицера охраны, осуществляющего электронное открытие и закрытие замков дверей. Персоналом охраны сопротивление заключенных удалось подавить, после чего 24 обитателя смертной камеры тюрьмы были возвращены в свои камеры, при этом никто не обратил внимания на отсутствие Клэнтона. Из-за смены караула и ненадлежащего исполнения своих обязанностей вечером того же дня в камере смертников остался всего лишь один сотрудник охраны. Воспользовавшись обстановкой, Джеймс Брайли попросил его о помощи, тем самым вынудив его покинуть свой пост, чем воспользовался Эрл Клэнтон. Проникнув в комнату дежурного офицера, Клэнтон открыл двери всех камер и освободил заключенных, которые взяли в заложники охранника.
В течение последующих 90 минут заключенные под угрозой оружия заставили заложника дать ряд ложных сообщений другим сотрудникам охраны, которые, явившись в камеру смертников, также были подвергнуты нападению и стали заложниками. Всего в руках беглецов оказались 14 заложников. Получив доступ к служебным помещениям в блоке, заключенные во главе с Линвудом Брайли подобрали себе по размеру униформу охранников тюрьмы, отобрали у заложников деньги, личные вещи, провиант и сигареты. Под угрозой оружия заключенные заставили старшего по должности офицера охраны дать ложное сообщение на центральный пост охраны, расположенный у главных ворот тюрьмы, об обнаружении бомбы и потребовали фургон для вывоза ее за пределы учреждения с последующей ликвидацией. В качестве бомбы был использован телевизор, который преступники положили на носилки, предварительно накрыв одеялом. Скрыв лицо предметами защитной амуниции и противогазами, участники побега вынесли носилки через здание, периодически используя огнетушитель в целях «охлаждения бомбы».
Так как на тот момент не существовало подобных прецедентов в истории США,  в тюремном учреждении отсутствовали приказы и инструкции, регламентирующие действия персонала при возникновении чрезвычайных ситуаций такого рода. Воспользовавшись этим, преступники смогли беспрепятственно пройти через ряд коридоров и ряд тюремных блоков к центральным воротам тюрьмы, где их дожидался фургон. Тюрьма «Mecklenburg Correctional Center» была огорожена двумя рядами ограждений с колючей проволокой, главные ворота представляли собой своеобразный коридор, огражденный стенами и двумя воротами, расположенными в каждом ряду ограждения, предназначенный для осмотра любого транспортного средства, осуществляющего как въезд на территории тюрьмы, так и выезд. Инструкции обязывали блокировать транспортные средства при возникновении подозрений в правонарушении во избежание  чрезвычайных ситуаций, вследствие чего электронное открывание ворот осуществлялось с поста, находившегося на одной из вышек в целях обеспечения безопасности офицера и максимального ограничения к нему доступа посторонних лиц.
Тем не менее, по требованию беглецов персонал подверг игнорированию все правила и положения и открыл ворота, после чего беглецы беспрепятственно выехали за пределы тюрьмы в 22.47 по местному времени. На осуществление побега его участникам потребовалось всего лишь около двух часов, во время которого никто не пострадал. Всего через час в ходе предварительного расследования был обнаружен факт отсутствия шестерых заключенных, которые были идентифицированы как Линвуд Брайли, Джеймс Брайли, Эрл Клэнтон, 34-летний Уилли Джонс, 32-летний Дерик Петерсон и 32-летний Лем Таггл. Все они были осуждены за убийства с отягчающими обстоятельствами и в разные годы были приговорены к смертной казни. После чего была развернута  поисковая операция, в которой участвовали кинологи с собаками, сотрудники правоохранительных органов из нескольких учреждений и вертолёты.

## Последующие события
В ходе поисковой операции, на окраине города Уоррентон, штат Северная Каролина 1 июня 1984 года был обнаружен пустой тюремный фургон, на котором скрылись беглецы. Полицией и агентами ФБР было проведено прослушивание всех частных телефонный линий, в ходе которого было зафиксировано несколько подозрительных звонков из прачечной, расположенной в центре города. Оцепив территорию квартала вблизи расположения прачечной, сотрудниками правоохранительных органов были обнаружены в соседнем с прачечной кафе двое беглецов — Эрл Клэнтон и Дерик Петерсон, которые не оказали сопротивления при аресте. На допросе Клэнтон и Петерсон заявили, что часть оставшихся на свободе беглецов планировала остановиться в северных штатах страны, а часть планировала добраться до государственной границы с Канадой с целью пересечь границу и затеряться на просторах соседнего государства.
На основании этой информации полиция активизировала свои действия в Уоррентоне и приняла меры по усилению охраны границ США. В то же время появилась информация, что братья Брайли были замечены в городе Портсмут, где также были проведены обширные розыскные мероприятия, которые не принесли результата. 4 июня появились новые сообщения, согласно которым братьев Брайли видели на границе штатов Виргиния и Северная Каролина. С подачи губернатора штата Виргиния Чарльза Робба, за информацию о местонахождении беглых преступников было предложено вознаграждение  в размере 10 000 долларов, однако результатов это не принесло.
8 июня были арестованы Лем Таггл и Уилли Тернер на территории штата Вермонт. Лем Таггл, передвигаясь на угнанном пикапе, испытывая материальные трудности, совершил ограбление нескольких магазинов, после чего его автомобиль был остановлен в городе Стэмфорд и он был арестован. При задержании Таггл не оказал сопротивления. Через четыре часа после поимки Таггла в полицию позвонил Уилли Тернер и добровольно сдался сотрудникам правоохранительным органам на территории небольшого города Джей, расположенного всего в 10 милях от государственной границы. В тот же день появилась информация, что братья Брайли были замечены в Ричмонде, но информация об их появлении там впоследствии не подтвердилась.
В середине июня появилась информация о том, что Линвуд и Джеймс Брайли могут скрываться в городе Филадельфия, штат Пенсильвания, где проживал их дядя 45-летний Джонни Ли Консул. В ходе негласного наблюдения за апартаментами Консула было установлено, что в гараже дома проживают двое парней, известные в округе под именами «Лаки» и «Слим». Зафиксировав несколько телефонных звонков из квартиры Консула в штат Виргиния, ФБР была организована операция по захвату подозреваемых, в которой участвовали 20 вооруженных агентов. Вечером 19 июня 1984 года во время операции по захвату были арестованы Линвуд и Джеймс Брайли в гараже дома во время приготовления пищи. Сопротивление при аресте они не оказали. В ходе расследования было установлено, что беглецы скрывались в Филадельфии с начала июня. Их дядя Джонни Консул также был арестован и ему были предъявлены обвинения в укрывательстве преступников. После ареста Джеймс Брайли заявил о своей невиновности и непричастности к совершению убийств. 22 июня братья были этапированы в тюрьму штата Виргиния.

## Казнь
Линвуд Брайли был казнен на электрическом стуле вечером 12 октября 1984 года в тюрьме «Virginia State Penitentiary» в присутствии 8 свидетелей. Он был объявлен мертвым в 23.05 по местному времени. Перед смертью Линвуд отказался исповедаться у священника. Он отказался от последнего ужина и попросил предоставить ему еду, которую в тот день подавали на ужин всем остальным заключенным тюремного учреждения. В своем последнем слове, данном надзирателям и свидетелям своей казни, он сделал заявление о своей невиновности. Накануне казни его адвокаты в очередной раз подавали апелляцию в Верховный суд США, но Верховный суд отказался рассматривать этот документ, заявив, что не видит оснований для приостановления исполнения смертного приговора. В последний день жизни Линвуда посетили его мать, адвокат и его 10-летний сын. Также по его просьбе ему разрешили с помощью телефонной связи поговорить с братьями Джеймсом и Энтони. Во время его казни за пределами тюрьмы около 250 сторонников отмены смертной казни организовали митинг, в ходе которого произошло несколько столкновений участников митинга со сторонниками применения смертной казни, вследствие чего полицией было арестовано несколько человек.
Джеймс Брайли после казни брата безуспешно пытался обжаловать свой приговор и осуждение в Верховном суде. В марте 1985 года Верховный суд во второй отказался рассматривать его апелляцию, после чего была назначена дата его казни на 18 апреля 1985 года. 28 марта того же года он женился на 44-летней журналистке Эванджелин Реддинг. Свадьба прошла в комнате для свиданий в здании тюрьмы в присутствии священника и отца Брайли. Жена Брайли отстаивала невиновность Джеймса и заявила о том, что братья Брайли стали жертвами расизма и политической целесообразности в связи со своим криминальным прошлым. Джеймс Брайли продолжал настаивать на своей невиновности, перекладывая ответственность на Данкана Микинса за совершение убийств, которые были ему инкриминированы. Некая Присцилла Скарборо в начале апреля заявила о том, что Микинс еще в 1979 году сознался в совершении убийств Джуди и Харви Бартон. На основании этих не совсем достоверных сведений 10 апреля адвокаты Брайли составили еще один апелляционный документ и обратились в суд с требованием приостановить исполнение приговора, а Эванджелин Реддинг и отец Брайли провели пресс-конференцию с участием репортеров, на котором обратились с просьбой о вмешательстве губернатора Виргинии Чарьза Робба. Однако суд отклонил апелляцию, посчитав показания Присциллы Скарборо  недостоверными.
Джеймс Брайли был казнен на электрическом стуле вечером 18 апреля 1985 года в присутствии 9 свидетелей и был объявлен мертвым в 23.07 по местному времени. Рано утром в день его казни заключенные тюрьмы совершили попытку бунта с целью сорвать исполнение приговора, которая была подавлена персоналом охраны тюрьмы в течение 15 минут. Накануне казни Джеймса посетили члены его семьи. Также по его просьбе ему было разрешено сделать несколько телефонных звонков, для того чтобы попрощаться с друзьями и другими родственниками. В качестве последнего ужина он заказал себе порцию жареных креветок, безалкогольный напиток и мороженое. Перед смертью он исповедался у священника. В качестве последнего слова убийца задал вопрос, адресованный свидетелям казни «Вы счастливы?». Линвуд и Джеймс Брайли были похоронены на одном из кладбищ округа Питт в штате Северная Каролина.
Самый младший из братьев, Энтони Рэй Брайли, все последующие годы жизни провел в разных пенитенциарных учреждениях штата Виргиния. По состоянию на 2019 год,  61-летний Энтони продолжает отбывать свое наказание в тюрьме «Augusta Correctional Center» в  округе Огаста под идентификационным номером «1015001».
Данкан Эрик Микинс после ареста и совершения сделки с правосудием в 1979 году попал под программу защиты свидетелей и последующие 30 лет  провел в различных федеральных тюрьмах за пределами штата Виргиния под вымышленным именем в целях собственной безопасности. С 1993 года по 2009 год он 7 раз подавал ходатайства на условно-досрочное освобождение, но ни одно из его ходатайств не было удовлетворено. В очередной раз он должен был подать ходатайство в 2010 году. По состоянию на 2019 год достоверных сведений о его дальнейшей судьбе нет.